# Theo Kars

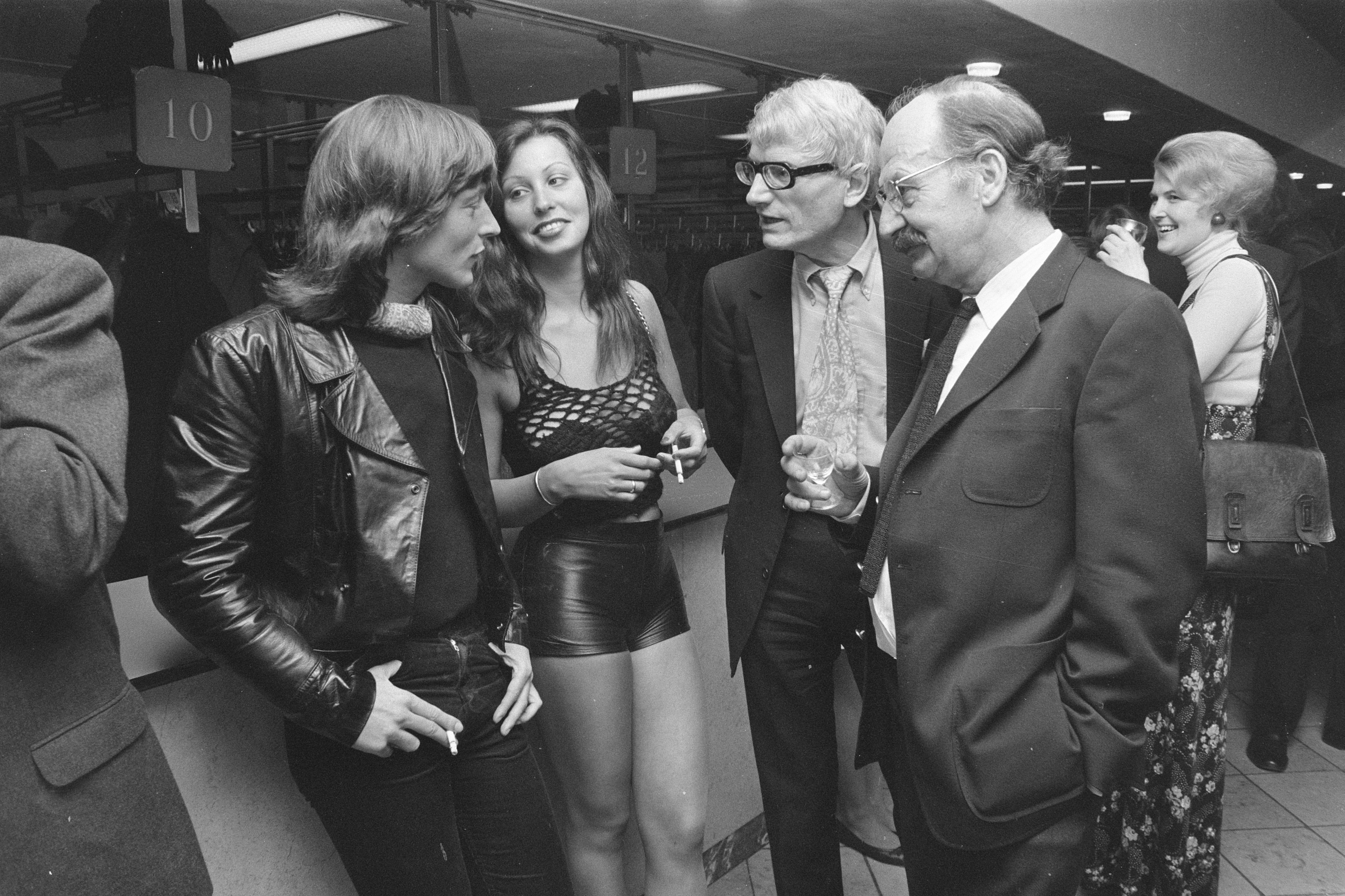
Theo Kars, Karin B., Adriaan Morriën und Metten Koornstra (1972)

Theo Kars (* 22. März 1940 in Rotterdam; † 10. November 2015) war ein niederländischer Schriftsteller, Essayist und Übersetzer. Er lebte in Amsterdam und zählte zu den profiliertesten Autoren der Niederlande.

## Leben
Kars war in einem protestantischen Umfeld aufgewachsen, grenzte sich jedoch schon bald von seinem Elternhaus ab und verweigerte jegliche Form von Gottesdienst. Er führte ein nonkonformistisches und hedonistisches Leben.

## PTT
Kars wurde wegen Betrugs zulasten der PTT (das bis 1989 staatliche Post- und Telekommunikationsunternehmen der Niederlande) zu einer hohen Geldstrafe verurteilt. Seine Erfahrungen verarbeitete er in den Büchern „De Vervalsers“ und „De Huichelaars“.

## Werk
1964 gründete er die Zeitschrift „Tegenstroom“, deren Ausgaben heute begehrte Sammelobjekte sind.
Sein 2003 erschienenes Buch „Praktisch Verstand“ (deutsch: „Philosophie für Nonkonformisten: kleine Anleitung zur Lebenskunst.“) ist ein Standardwerk für Nonkonformisten. Kars' hedonistische und nonkonformistische Lebenseinstellung spiegelt sich dort in teilweise provozierenden Aphorismen, Ratschlägen und Anekdoten.

## Bibliografie
- De Vervalsers. 1967.
- De Verleider. 1969.
- Alice. 1970, wiederveröffentlicht als De Koorts van het Verstand.
- De Geisha. 1972.
- Parels voor de Zwijnen. 1975.
- De valse Baard van Anatole France. 1975.
- De eerste trein na half zes. 1976.
- De Huichelaars. 1978.
- Beschermengelen. 1978.
- Avonturen op Ibiza. 1980.
- Praktisch Verstand. 2003, in Deutschland veröffentlicht als Philosophie für Nonkonformisten. Beck, München 2004, ISBN 3-406-52193-2.
- Memoires van een slecht mens. Deel 1, 1940–1964. Autobiografie. 2010